# Турквел
Турквел (англ. Turkwel) — сезонна річка в Кенії, яка утворюється поблизу гори Елгон. Впадає в озеро Туркана.

## Географія
Витоки Турквелу починається у гори Елгон біля кордону Кенії та Уганди. Річка називається річкою Суам від її витоку до кордону з районом Західний Покот у Кенії. Назва походить від назви річки мовою народу туркана, Tir-kol, що означає «річка, яка протистоїть пустелі». Турквел починається з пишних зелених схилів гори Елгон і пагорбів Черангані, перетинає південні рівнини Туркана, потім перетинає пустелю Лотуререй біля міста Лодвар і впадає в найбільше в світі пустельне озеро, озеро Туркана.
Річка тече сезонно і в сезон дощів схильна до раптових повеней . Впадає в озеро Туркана в загальній дельті з річкою Локічар на північ від дельти, утвореної річкою Керіо. В сумі Керіо і Турквел складають 98% річкової води, що впадає в озеро Туркана на кенійській території (що становить, однак, лише 2% від загального водостоку в озеро). У пониззі обидві ці річки є сезонними.
У 1986-1991 роках кенійський уряд за допомогою Франції на річці побудував греблю Турквел. Гребля частково заповнила ущелину Турквел і створила водосховище ущелини Турквел.

## Галерея

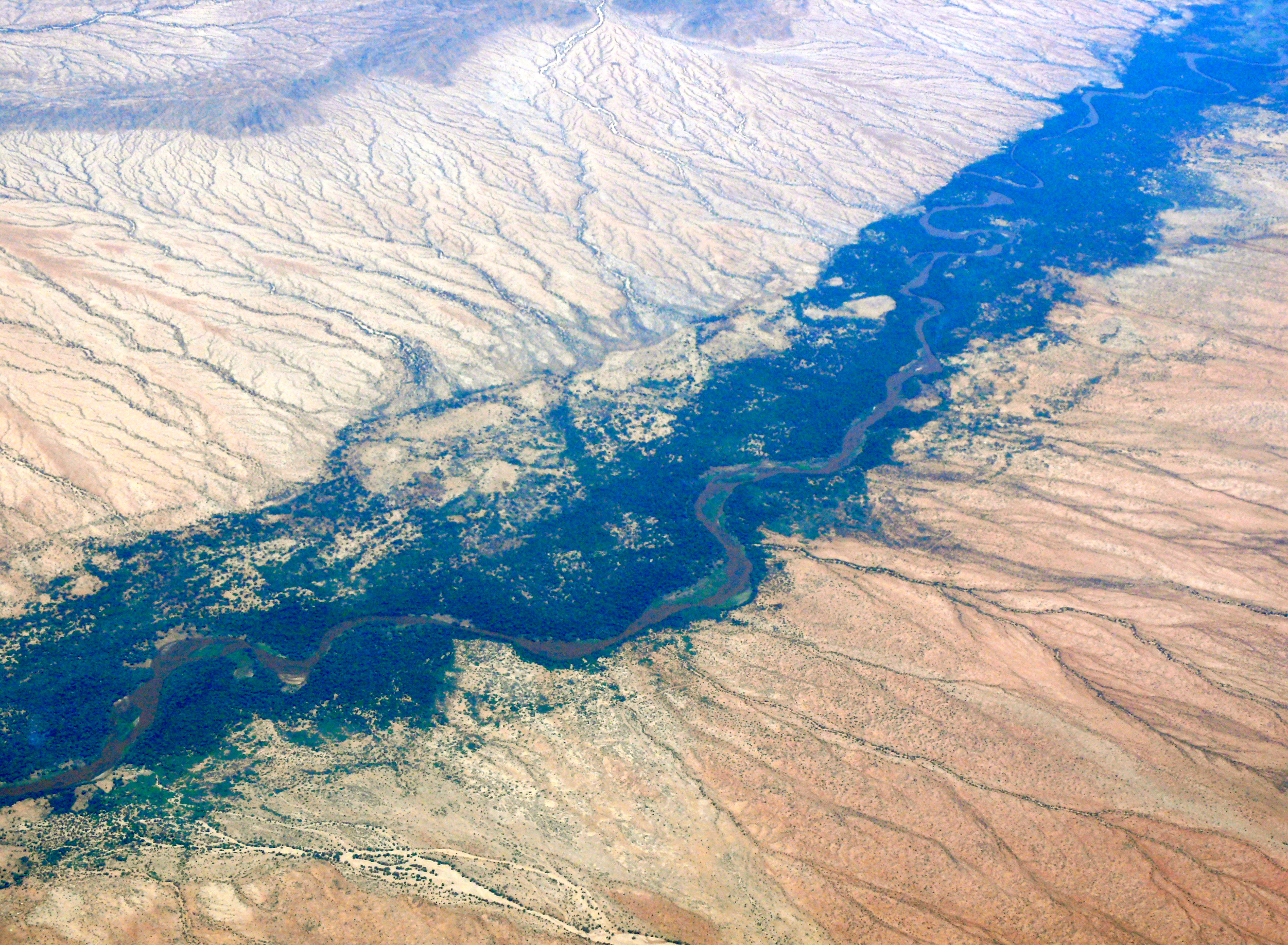
Турквел поблизу Лодвару.
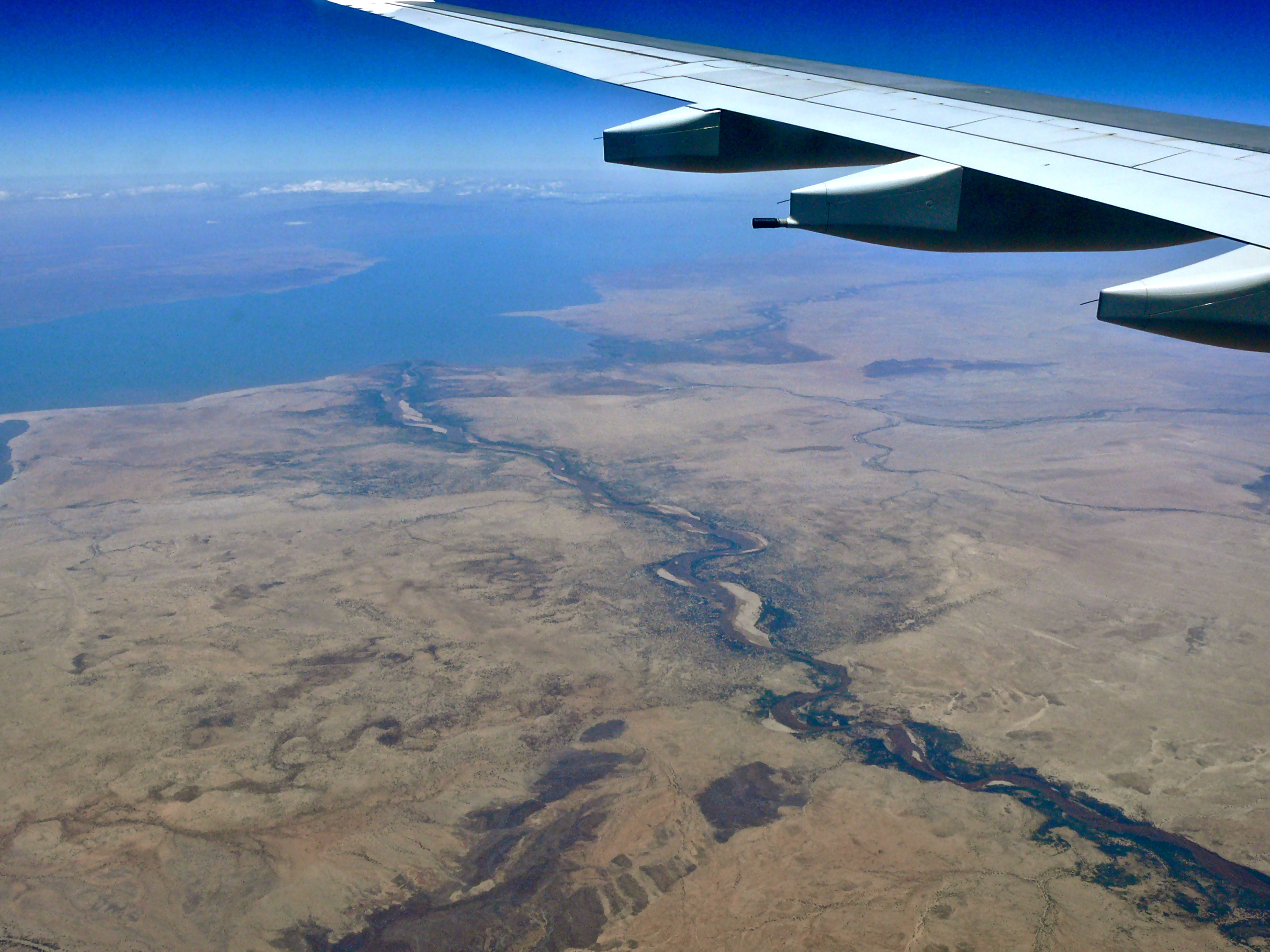
Вид на річку Турквел, що впадає в озеро Туркана.